# Рєпіна Елла Анатоліївна
Рєпіна Елла Анатоліївна (нар. 17 листопада 1973, Донецьк, Українська РСР) — українська науковиця, економістка.
Кандидатка у народні депутати від партії «Слуга народу» на парламентських виборах 2019 року, № 80 у списку. Безпартійна.

## Походження та навчання
Елла Рєпіна народилась 1973 року в Донецьку.
Закінчила Донецький державний університет за спеціальністю «фінанси та кредит».

## Трудова діяльність
Після закінчення вишу Елла Рєпіна почала працювала економістом кредитного відділу в АКБ «Донкредитінвест». Раніше цей банк контролював нардеп 5-6 скликань від «Батьківщини» і Партії регіонів Олександр Шепелев.
Член Комітету Верховної Ради з питань фінансів, податкової та митної політики, голова підкомітету з питань функціонування небанківських фінансових установ та страхової діяльності. Член Постійної делегації у Парламентській асамблеї ГУАМ.

## Наукова діяльність
У 2005 році Елла Рєпіна здобула ступінь кандидата економічних наук, захистивши дисертацію на тему «Механізм маркетингової діяльності на ринку цінних паперів». Обіймає посаду доцента кафедри маркетингу і комерційної справи Донецького державного університету економіки і торгівлі імені Михайла Туган-Барановського. На час обрання народною депутаткою тимчасово не працювала.